# Генри Ван Тхио
Генри Ван Тхио (бирм. ဟင်နရီဗန်ထီးယူ; род. 9 августа 1958, Тантланг, Чин) — государственный и политический деятель Мьянмы. C 2016 по 2024 год занимал пост второго вице-президента Мьянмы. Ранее был членом Палаты национальностей. В 2015 году участвовал в парламентских выборах в Мьянме от штата Чин за место в верхней палате парламента страны и одержал победу.

## Биография

### Ранние годы
По национальности чин. Получил степень бакалавра искусств в области географии в Мандалайском университете искусств и наук, а также имеет диплом о высшем образовании в области права Янгонского университета. Служил в сухопутных войсках Мьянмы в звании майора.

### Второй вице-президент

#### Назначение
10 марта 2016 года был назначен одним из вице-президентов Мьянмы от Национальной лиги за демократию.

#### Переворот 2021 года и последующие события
После военного переворота 1 февраля 2021 года большинство политиков «Национальной лиги за демократию» были арестованы. Однако судьба Генри Ван Тхио была неизвестной и официально он оставался в должности. По одной информации он находился под домашним арестом, но против него так и не были выдвинуты обвинения, и военные власти даже предлагали специальному посланнику Ассоциации государств Юго-Восточной Азии в Мьянме провести встречу именно с ним и бывшим спикером нижней палаты парламента Т Кхун Мьятом вместо содержащейся в неизвестном месте Аун Сан Су Чжи. По другой информации политик был временно отстранён от дел, в частности под предлогом проблем со здоровьем. Он отсутствовал на заседаниях Совета национальной обороны и безопасности 31 января и 31 июля 2022 года «из-за проблем со здоровьем», когда правление хунты продлевалось на очередные полгода.
31 января 2023 года Генри Ван Тхио был госпитализирован во вторую годовщину военного переворота с «множественными травмами головы и шеи». По данным источника, вице-президент «поскользнулся и упал в своём доме». В результате политик не смог присутствовать на заседании Совета национальной обороны и безопасности, где вновь на полгода были продлены полномочия хунты.
Впервые после переворота он появился на публике на заседании Совета национальной обороны и безопасности 31 июля 2023 года при продлении полномочий хунты на очередные полгода. После этого, 9 августа, партия «Национальная лига за демократию» опубликовала заявление для прессы об исключении Генри Ван Тхио из рядов партии.
22 апреля 2024 года хунта объявила, что Генри Ван Тхио ушёл в отставку с поста вице-президента «по состоянию здоровья».

## Личная жизнь
Женат на Анне Шве Луан и имеет троих детей. В 2011 году его жена получила стипендию для изучения богословия в Университете Отаго и вся семья переехала жить в Новую Зеландию в пригород Данидина в Северо-Восточной долине. Генри Ван Тхио занимался сбором фруктов в Нельсоне, а также работал на скотобойне в Балклуте. В начале 2015 года семья вернулась в Мьянму.
Генри Ван Тхио верующий христианин и является первым небуддистом, занявшим пост вице-президента Мьянмы. Член Международной объединённой пятидесятнической церкви.